# Labessière-Candeil
Labessière-Candeil är en kommun i departementet Tarn i regionen Occitanien i södra Frankrike. Kommunen ligger i kantonen Cadalen som tillhör arrondissementet Albi. År 2022 hade Labessière-Candeil 726 invånare.

## Befolkningsutveckling
Antalet invånare i kommunen Labessière-Candeil
| Referens: INSEE |